# Popovača
Popovača ist eine Stadt und eine Gemeinde („općina“) in Kroatien. Laut der Volkszählung 2011 hat die Stadt in der Gespanschaft Sisak-Moslavina 12.701 Einwohner und liegt rund 65 km von der kroatischen Hauptstadt Zagreb entfernt.

## Geographie
Popovača liegt im Norden der Gespanschaft Sisak-Moslavina. Die Stadt gehört zur historischen Region der Moslavina und ist von der kroatisch-bosnisch-herzegowinischen Grenze gut 70 km entfernt. Popovača liegt östlich des Flusses Česma und der Gemeinde Velika Ludina. In der Nähe gelegene größere Städte sind Sisak und Kutina. Zu Popovača gehörende, angeschlossene Ortschaften sind Ciglenica, Donja Gračenica, Donja Jelenska, Donja Vlahinička, Gornja Gračenica, Gornja Jelenska, Moslavačka Slatina, Osekovo, Podbrđe, Popovača, Potok, Stružec und Voloder.

## Ethnische Zusammensetzung
Die Gemeinde Popovača zählt zufolge der Volkszählung 2011 insgesamt 11.905 Einwohner, von denen 6.013 männlich und 5.892 weiblich sind.

## Geschichte
Auf dem Gebiet der Gemeinde Popovača wurden bei Ausgrabungen in Gornja Jelenska Spuren von 18 Millionen Jahre alten Pflanzen und Tieren gefunden.
Erste Spuren menschlichen Lebens gehen zurück bis in die Frühgeschichte. Die Nähe zum antiken Sisak (Siscia) begünstigte die Ansiedlung am Rande der Straße Sisak–Kutina, wo zur Zeit des Römischen Reiches ein großer Villenkomplex entstand. Neben den Ausgrabungen in Osekovo wurde auch in anderen Orten der heutigen Gemeinde Popovača archäologisches Material römischer Herkunft gefunden, so in Donja Gračenica und Voloder.

## Verkehr und Infrastruktur
Popovača liegt an der Straße Zagreb–Belgrad, die als Autocesta A3 in Kroatien von Zagreb über Slavonski Brod bis zur Grenzstadt Lipovac an der kroatisch-serbischen Grenze ausgebaut ist. Des Weiteren führt die Državna cesta D36 von Popovača über Sisak nach Karlovac in Mittelkroatien.
Der Bahnhof in Popovača verbindet die Stadt mit der Schienentrasse von (Zagreb–)Dugo Selo–Vinkovci, die weiter nach Belgrad führt. Es fahren täglich von der HŽ betriebene Züge von Zagreb nach Novska/Vinkovci.

## Persönlichkeiten
- Josip Frank (1844–1911), kroatisch-nationalistischer Politiker, der Popovača im kroatischen Parlament vertritt
- Zvonimir Červenko (1926–2001), General der kroatischen Streitkräfte während des Kroatienkriegs, lebte in Popovača